# 国際非電離放射線防護委員会
国際非電離放射線防護委員会（こくさいひでんりひうしゃせんぼうごいいんかい、International Commission on Non-Ionizing Radiation Protection）は、非電離放射線防護に特化した国際的な委員会です。
ICNIRPの活動には、携帯電話などのデバイスに用いられている電磁界に対するばく露制限値の策定が含まれます。ICNIRPはドイツで認可を受けた独立した非営利組織で、国際放射線防護学会（International Radiation Protection Association: IRPA）によって1992年に設立されました。ICNIRPはIRPAとの密接な関係を維持しています。2020年には高周波ガイドラインを改定、現在、低周波ガイドラインの改定を実施中。総務省、環境省などの文書でも引用されている。

## ICNIRPの任務
ICNIRPの任務は、非電離放射線、すなわち電波、マイクロ波、紫外線および赤外線に対する防護のガイダンスを提示するため、科学的知識と最新の知見を審査・評価することです。ICNIRPは、現在の科学的知識のレビューと、その評価を要約するガイドラインを作成しています。ICNIRPは、科学に基づく助言を無償で提示しています。これまでに、50を超える各国当局および欧州連合（European Union: EU）のような多国籍当局がICNIRPのガイドラインを採用し、非電離放射線へのばく露によって生じる確立されている健康への悪影響からの公衆および労働者の防護に関するそれぞれの規制の枠組みに翻訳しています。

## 委員会
ICNIRPは、疫学、生物学および医学、物理学およびドシメトリ、ならびに光放射の分野を効率的に網羅することを担保するため、委員数を14人に制限している主委員会で構成されています。委員は一般的に、大学または放射線防護当局に雇用されている科学者です。彼らは出身国や所属機関を代表するものではなく、また営利企業の被雇用者は委員にはなれません。14人の委員のうち、議長が1人、副議長が1人、委員が最大12人います。
ICNIRPは、世界中の非電離放射線防護の業務に関わる大きなコミュニティと広くつながっています。ICNIRPが開催する会議やワークショップには幅広い参加者が集まります。ICNIRPは、ガイドラインの公表前に一般からのレビューや意見を募るために、その草稿を提示します。ICNIRPはIRPAとのつながりがあり、また非電離放射線の分野におけるパートナーとして、世界保健機関（World Health Organization: WHO）および国際労働機関（International Labour Office: ILO）に正式に認知されています。ICNIRPの助言は、多くの国々やEUのような多国籍機関によって要請されています。標準化機関も、製品規格の策定のためにICNIRPの健康防護ガイダンスを参照しています。

## 主委員会の構成[7]
ICNIRPは4年毎に主委員会の委員を選出します。IRPA傘下の各国学会、IRPA理事会ならびに国際および各国の放射線防護当局に依頼した候補者の推薦募集を受けて、2023年11月20～22日にスイスのバーゼルで開催されたICNIRPの年次総会で選挙が実施されました。ICNIRPの2024～2028年の任期の主委員会の構成は以下のとおりです。
- 平田晃正教授（議長、日本）
- Dr. Ken Karipidis（副議長、オーストラリア）
- Dr. Young Hwan Ahn（韓国）
- Dr. Nigel Cridland（英国）
- Dr. Anke Huss（オランダ）
- Dr. Ilko Ilev（米国）
- Dr. Jens Kuhne（ドイツ）
- Dr. Ilkka Laakso（フィンランド）
- Dr. Isabelle Lagroye（フランス）
- Dr. Alberto Modenese（イタリア）
- Dr. Gunnhild Oftedal（ノルウェー）

主委員会に日本から参画した元委員は以下のとおりです。
- 多氣昌生教授（1996～2008年、東京都立大学／首都大学東京（委員当時））
- 渡辺聡一博士（2012～2024年、情報通信研究機構）
- 奥野勉博士（2016～2023年、労働安全衛生総合研究所（委員当時））

## 科学事務局
ICNIRP の科学事務局は、主委員会の活動を支援し、運営を円滑にするための重要な役割を担っています。事務局は、組織の全体的な機能の維持と、日常業務の管理を担当します。

### 事務局の役割
- 科学サポート：ICNIRP の主委員会が行う研究やガイドラインの策定に対するサポートを提示します。これには、科学的データの収集、分析、および主委員会会合の調整が含まれます。
- コミュニケーション：公衆、メディア、政府機関、その他の関係者とのコミュニケーションを管理し、ICNIRP の活動とガイドラインに関する情報を提供します。
- 管理業務：ICNIRP の運営に関する日常的な業務を遂行し、主委員会の活動をサポートします。これには、財務管理、人事管理、および運営上のロジスティクスが含まれます。

### スタッフ
事務局のスタッフは、非電離放射線防護に関する科学的知識と管理スキルを持つ専門家で構成されています。スタッフは ICNIRP の活動を円滑に進めるために、主委員会と密接に連携しています。

### 所在地
ICNIRP の科学事務局は、ドイツのミュンヘンに位置しています。ここから、世界中の関係者と連絡を取り、国際的な非電離放射線防護のガイドラインと推奨事項の策定を支援しています。

## 作業計画
ICNIRP は、非電離放射線防護の分野において、科学的に根拠のあるガイドラインや推奨事項を提示するため、継続的に作業計画を策定し実行しています。この作業計画は、ICNIRP の活動を体系的かつ効率的に進めるための基盤となっています。

### 作業計画の目的
ICNIRP の作業計画は、次の目的を達成するために設計されています。
- 非電離放射線に関連する最新の科学的知見を反映したガイドラインの策定と更新
- 新たに発生する健康リスクに対応するための研究の推進
- 公衆および労働者の安全を確保するための政策提言
- 世界中の専門家および機関との協力の促進

### 作業計画(2024-2028)
ICNIRP の現在の作業計画には、次の主な活動が含まれています:
- 電磁界ガイドラインのレビューと更新：新しい研究結果を反映させるための、既存の電磁界ガイドラインの評価と改訂。
- 紫外線防護ガイドラインの策定：紫外線ばく露による健康リスクを最小限に抑えるための新しいガイドラインの策定。
- 新興技術の評価：第5世代移動通信（5G）技術などの新しい電磁界技術に対する評価とガイドラインの策定。
- 科学的アウトリーチ: 非電離放射線の影響に関する科学的知識の普及と教育活動を強化。

### 将来の計画
ICNIRP は、将来の課題に対応するため、定期的に作業計画を見直し、必要に応じて新しいプロジェクトや研究課題を追加していきます。これにより、ICNIRP は常に最新の科学的知見に基づく適切な防護ガイドラインを提示することができます。

## プロジェクトグループ
ICNIRP は、特定のテーマや課題に焦点を当てたプロジェクトグループを設置しています。これらのグループは、特定の分野における科学的評価を行い、その結果に基づいてガイドラインや声明を策定します。プロジェクトグループのメンバーは、関連分野における専門知識を持つ科学者で構成され、ICNIRP の主委員会によって選ばれます。

## 協力活動
ICNIRP は、非電離放射線防護の分野で国際的な協力を促進することを重視しています。これにより、最新の科学的知見と防護ガイドラインが世界中で共有され、効果的に実施されることを目指しています。

### 協力の目的
ICNIRP の協力活動の主な目的は次のとおりです。
- 非電離放射線防護に関する国際的な理解と対応を強化する。
- WHOやILOなどの国際機関との連携を通じて、ICNIRP の勧告が世界中で広く採用されるようにする。
- 科学的な研究やデータの共有を促進し、非電離放射線の影響に関する理解を深める。

### 主要な協力パートナー
ICNIRP は、以下の主要な組織と協力しています。
- 世界保健機関(WHO) と協力し、非電離放射線防護に関するガイドラインの策定や普及活動を行っています[11]。
- 国際労働機関(ILO)と連携して、労働環境における非電離放射線の防護対策を強化しています[12]。
- その他の国際機関：国際連合や欧州連合（EU）などの国際機関とも協力し、非電離放射線防護に関する国際基準の策定と実施を支援しています。